# Shorea lumutensis
Shorea lumutensis är en tvåhjärtbladig växtart som beskrevs av Symington. Shorea lumutensis ingår i släktet Shorea och familjen Dipterocarpaceae. Inga underarter finns listade i Catalogue of Life.